# آنا پاسکو
آنا درسیدان-آن-پاسکو (زادهٔ ۲۲ سپتامبر ۱۹۴۴ – ۶ آوریل ۲۰۲۲) یک شمشیرباز و پیشوای ورزش رومانیایی بود. وی در مسابقات فویل تیم بانوان در بازی‌های المپیک تابستانی ۱۹۶۸ و ۱۹۷۲ مدال برنز کسب کرد.

## زندگی‌نامه
او دختر معاون رئیس فدراسیون تنیس روی میز رومانی بود، پاسکو به عنوان یک دختر بچه توسط ورزش نخبه مجذوب شد. اولین الگوهای ورزشی وی، بازیکنان تنیس روی میز، آنجلیکا روزژو و ساری سواز بودند که در آن زمان در اوج مشاغل خود بودند. هنگامی که پدر پاسکو در فدراسیون شمشیربازی رومانی موقعیتی را به دست آورد، علاقه‌های خود را به این ورزش منتقل کرد که در آتناوم بخارست تمرین می‌شد و ورزشکاران او به زبان فرانسه صحبت می‌کردند. در یازده سالگی، او شروع به درس‌های شمشیربازی با استاد ایتالیایی آنجلو پلگرینی کرد. قهرمان آینده ماریا ویکول در بین سایر شاگردانش حضور داشت.
پاسکو در مسابقات قهرمانی جهانی سال ۱۹۶۳ در گنت پیروز شد، نتیجه ای که وی از بهترین‌های حرفه خود می‌داند. او به تیم ملی ارشد پیوست که ماریا ویکل و مارینا استنکا حضور داشتند. بعداً آنها به الگا زابو، ایلانا گیولی، اکاترینا استال و سوزانا آردلانو پیوستند. رومانی یکی از تنها کشورهایی بود که در آن زمان تمرین متمرکز در شمشیربازی را ارائه می‌داد: تیم ملی دو بار در روز، نه ماه در سال تمرین می‌کرد. او یک کار درخشان با تیم رومانیایی انجام داد: در مسابقات جهانی هفت مدال کسب کرد و در پنج بازی المپیک شرکت کرد و در سالهای ۱۹۶۸ و ۱۹۷۲ دو مدال برنز بدست آورد.
وی پس از المپیک تابستانی مونترال، در سال ۱۹۷۶ بازنشسته شد. در سال ۱۹۸۱، پسری به نام الکساندرو به دنیا آورد. او از سال ۱۹۸۲ تا ۲۰۱۳ رهبری فدراسیون شمشیربازی رومانی را برعهده گرفت، هنگامی که تصمیم گرفت برای دوره جدید نامزد نشود، راه را برای میهو کوالالیو باز گذاشت. او اکنون به عنوان رئیس افتخاری FRS فعالیت می‌کند. او همچنین از سال ۲۰۰۴ معاون رئیس کمیته المپیک و ورزش رومانی است.
پاسکو از سال ۱۹۸۴ تا ۱۹۹۶ عضو کمسیون قوانین فدراسیون بین‌المللی نرده (FIE) بود و از سال ۱۹۹۶ تا ۲۰۰۴ در کمسیون داوری نشسته بود. وی از سال ۲۰۰۰ عضو کمیته اجرایی FIE و معاون رئیس‌جمهور است.